# Norderön

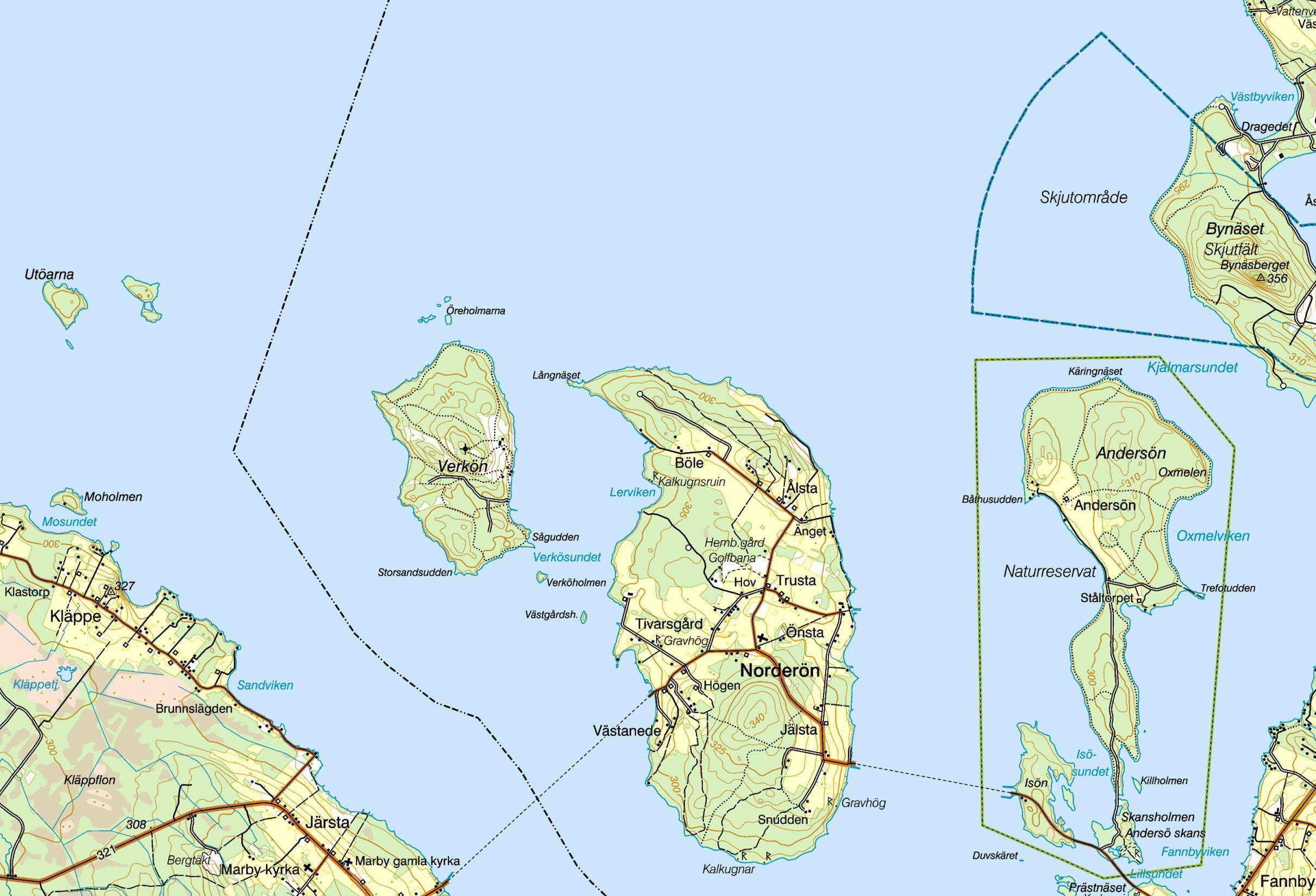
Karta över Norderön med angränsande öar.

Norderön är den näst största ön i centrala Storsjön i Jämtland. Ön tillhör Östersunds kommun.
Ön ligger i Norderö distrikt (Norderö socken), och är en mycket gammal kulturbygd.
Förbindelsen med fastlandet utgörs av Trafikverkets färjor till Håkansta i Marby på västra sidan, och till Isön i Sunne på östra sidan, samt under vintertid isvägar.

## Historia
Norderön är namngiven efter den fornnordiska guden Njord, far till fruktbarhetens gud Frö. I de tidigaste källorna skrivs Norderön som Njærðarey.
Mitt på ön står en av de äldsta kyrkorna i Storsjöbygden, Norderö kyrka från 1100-talet. Kyrkans takstolar sägs vara byggda år 1171 och är ett av de tidigaste exemplen på takstolar som tillverkats i Norden. Gravhögar på åkermarken vittnar om järnålderns norderöbönder. En fornminnesplats med kokgropar från 1000-talet finns på öns östra strand, strax norr om ångbåtsbryggan.  År 1560 fanns det åtta gårdar på Norderön.

## Nutid
Norderön har idag omkring 140 fastboende. 
Från Norderön kan man ibland se vikingaskeppet Hrafn segla. Skeppet ägs av vikingaföreningen Österhus Vänner som skapat en vikingatida kulturmiljö på en del av ön.
På Norderön finns en 18-håls golfbana med café.

### Webbkällor
- Norderön från Tivarsgården
- Norderön Byaförening